# Tunel

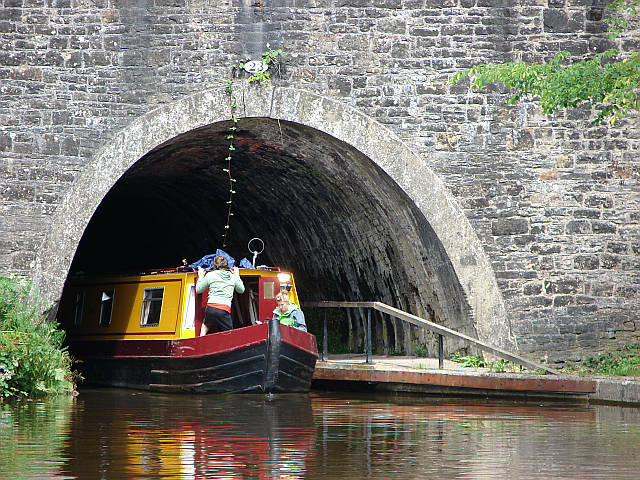
Portalul sudic al tunelului de canal Chirk, de 421 m lungime (Marea Britanie)

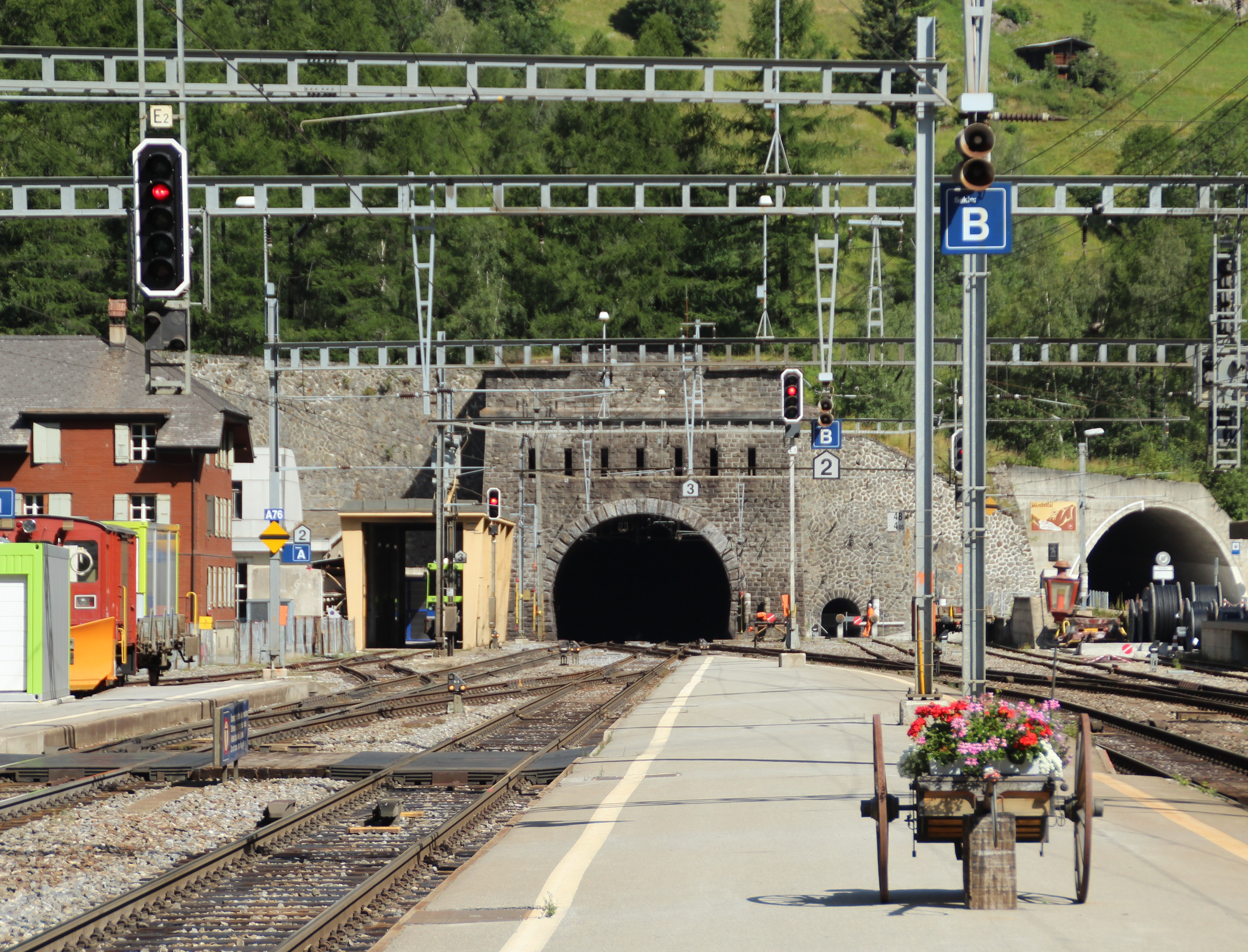
Portalul sudic al tunelului feroviar Lötschberg (Elveția)

Tunelul este o construcție inginerească, deseori foarte ingenioasă, care permite realizarea unei căi de comunicație subterane, străbătând, după un anumit traseu, masa rocilor de munte (tuneluri de munte), a rocilor din orașe la mică adâncime (metrouri și alte tuneluri orășenești) sau a rocilor de sub fundul apelor (tuneluri sub ape curgătoare, lacuri sau strâmtori maritime). Cele mai lungi tuneluri din lume sunt: Tunelul de bază Gotthard, Tunelul Seikan, Tunelul Canalului Mânecii și Tunelul Laerdal.

## Istoric
Tunelurile sunt cunoscute din cele mai vechi timpuri. Primele tuneluri au fost naturale, formate în diferite peșteri. Ele aveau secțiuni variabile și se găseau în roci calcaroase.
Lucrări subterane s-au executat cu milenii în urmă. La egipteni, fenicieni, evrei, asirieni, greci, romani ș.a. s-au construit astfel de lucrări. Unele din ele au avut scop religios, altele erau pentru exploatări miniere. Multe din vechile tuneluri s-au construit pentru a servi ca apeducte. Se menționează astfel tunelul executat între anii 727 - 699 î.Hr. pentru a aduce apa necesară la eleșteul Siloam din Ierusalim.
Tunelurile din timpurile antice aveau secțiuni transversale mici, iar la construirea lor se întrebuințau metode rudimentare. Săpătura se executa cu ajutorul târnacoapelor, răngilor și penelor bătute cu ciocanul. După ce penele de lemn erau bine împănate în stâncă, ele se udau cu apă ca să se umfle și să poată sparge stânca.
Metoda cu focuri întrebuințată de romani a fost considerată ca o primă îmbunătățire adusă în construcția tunelurilor. Metoda consta în încălzirea până la o temperatură ridicată a suprafeței de front a galeriei. După aceasta, suprafața era răcită brusc cu apă sau cu oțet. Crăpăturile formate ajutau mult la lucrările de excavare. Metoda a fost folosită de romani și la exploatarea minelor de aur în Dacia. 
Iluminarea lucrărilor subterane se făcea întrebuințând așchii de brad și opaițe cu ulei.
După căderea imperiului roman, timp de mai bine de un mileniu, săpăturile în piatră pentru tuneluri au stagnat, ele reducându-se mai mult la lucrări cu scopuri războinice sau religioase.
Construcțiile de tuneluri au fost reluate abia prin secolul al XV-lea, însă cu multă timiditate. Cu timpul, în secolele următoare apariția tunelurilor pentru navigație, a tunelurilor feroviare, hidrotehnice, dezvoltarea tunelurilor de drumuri, metrourilor ș.a. a făcut ca construcția tunelurilor, de toate categoriile, să ia un avânt foarte mare.

## Clasificare
Tunelurile cu secțiune mică se numesc și galerii. Susținerea lor poate fi provizorie, ca la galeriile de înaintare în construcția tunelurilor, semidefinitivă, ca la multe galerii din industria minieră, sau poate fi o susținere dfinitivă, ca la galeriile orășenești și la unele tuneluri din industria minieră. Se obișnuiește a se da numele de galerii și tunelurilor hidrotehnice și de protecție, deși unele din ele au secțiune mare.
Tunelurile se pot grupa în mai multe categorii, după scopul lor și după locul în care se construiesc.
- După scopul pentru care se construiesc tunelurile se împart în:

1. tuneluri feroviare – tuneluri de căi ferate (cale simplă sau dublă) și metrouri. Aceste tuneluri sunt cele mai numeroase, deși ele apar abia pe la începutul secolului al XIX-lea. Primul tunel de cale ferată pentru tracțiunea cu aburi s-a construit în Anglia de către George Stephenson, între anii 1826 - 1830;
2. tuneluri rutiere – tuneluri pentru drumuri publice și pentru circulația automobilă. Din literatura de specialitate se știe că cel dintâi tunel de șosea a fost construit de consulul Flaminius Nepos în anul 22 î.Hr. pe calea flaminiană care mergea de la Roma la Rimini.
3. tuneluri hidrotehnice (galerii) cu curgere liberă sau conducte sub presiune. Aceste tuneluri sunt necesare uzinelor hidroelectrice. În ultimele decenii construcția lor a cunoscut o mare dezvoltare.
4. tuneluri orășenești (galerii pentru canalizare, poștă și telegraf, cabluri, conducte).
5. tuneluri pentru navigație și plutărit, aceste tuneluri au dimensiuni mai mari, pentru a corespunde gabaritului vaselor care vor trece prin ele. Cel mai mare tunel de navigație este tunelul du Rove de pe canalul Marsilia-Ron. Are o lungime de 7.118 m cu o secțiune transversală de 22 m lățime și 15,4 m înălțime, adâncimea apei fiind de 4 m.
6. tuneluri - apeduct, au început să fie executate înainte de era noastră și au avut ca scop alimentarea cu apă a rezervoarelor de acumulare, construite mai mult din piatră. Acest tip de tuneluri a fost executat mai mult cu metode rudimentare de lucru, după posibilitățile de atunci. Ele se realizau cu secțiuni variabile și mici.
7. tuneluri de protecție, se execută pentru a apăra o linie ferată sau un drum de avalanșe de zăpadă sau de stânci care se desprind ușor. În asemenea cazuri, tunelurile de protecție evită întreruperile de circulație sau unele accidente.
8. tuneluri pentru industria minieră, servesc atât pentru exploatare cât și explorarea minieră. Cele mai avansate tuneluri au scțiuni mici dar pot sa atingă lungimi destul de mari

- După locul unde se construiesc tunelurile se împart în:

1. tuneluri de munte
2. tuneluri în orașe
3. tuneluri pe sub fundul apelor

## Componentele unui tunel
Daca am secționa transversal un tunel am vedea ca și în imagine următoarele componente care îl alcătuiesc:
- Fundațiile - acestea primesc presiunile de la zidurile drepte ale tunelului, presiuni pe care le transmite terenului de fundație
- Zidurile drepte - sunt cele care reazemă pe fundațiile tunelului și se ridică până la planul nașterilor bolții. La nivelul bolții ele formează o retragere numită banchetă sau banchină
- Bolta - formează partea superioară a căptușelii tunelului. Partea cea mai de sus a ei se numește cheia bolții

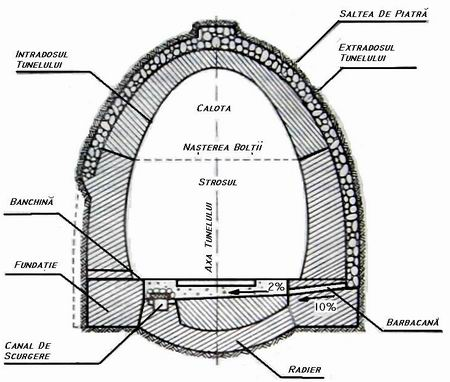
Secţiune transversală printr-un tunel

- Radierul este un element de construcție între fundațiile căptușelii tunelului și poate fi: radier de protecție sau radier de rezistență în formă de boltă întoarsă care completează căptușeala
- Zidăria totală a tunelului se numește căptușeală
- Linia care determină interiorul zidăriei marchează intradosul tunelului, spre deosebire de linia de la exteriorul zidăriei care conturează extradosul. Planul de la nașterea bolții împarte inelul sau căptușeala în două părți partea de deasupra numită calotă iar partea de jos numită stros.
- Gabaritul tunelului este spațiul cuprins între linia curbă care determină intradosul zidăriei, limitată în partea de jos de o dreaptă orizontală care corespunde feței superioare a traversei sau drumului.
- Când hidroizolația tunelului contra infiltrațiilor de ape este exterioară, între această izolație și peretele excavației se execută o saltea de piatră sau din beton monogranular. Apa de infiltrație este drenată și condusă în partea de jos a tunelului unde, cu ajutorul barbacanelor, ajunge la canalul de scurgere care o scoate în afara tunelului
- Capetele tunelului se numesc portale și au o construcție specială. Ele au rolul de a consolida pământul în zonele respective și de a face legătura între tunel și tranșeele de acces.
- Acoperirea este distanța dintre marginea superioară a tunelului (bolta) și suprafața liberă a terenului deschis de deasupra tunelului (grosimea stratului de acoperire).

## Metode de lucru pentru executarea tunelurilor

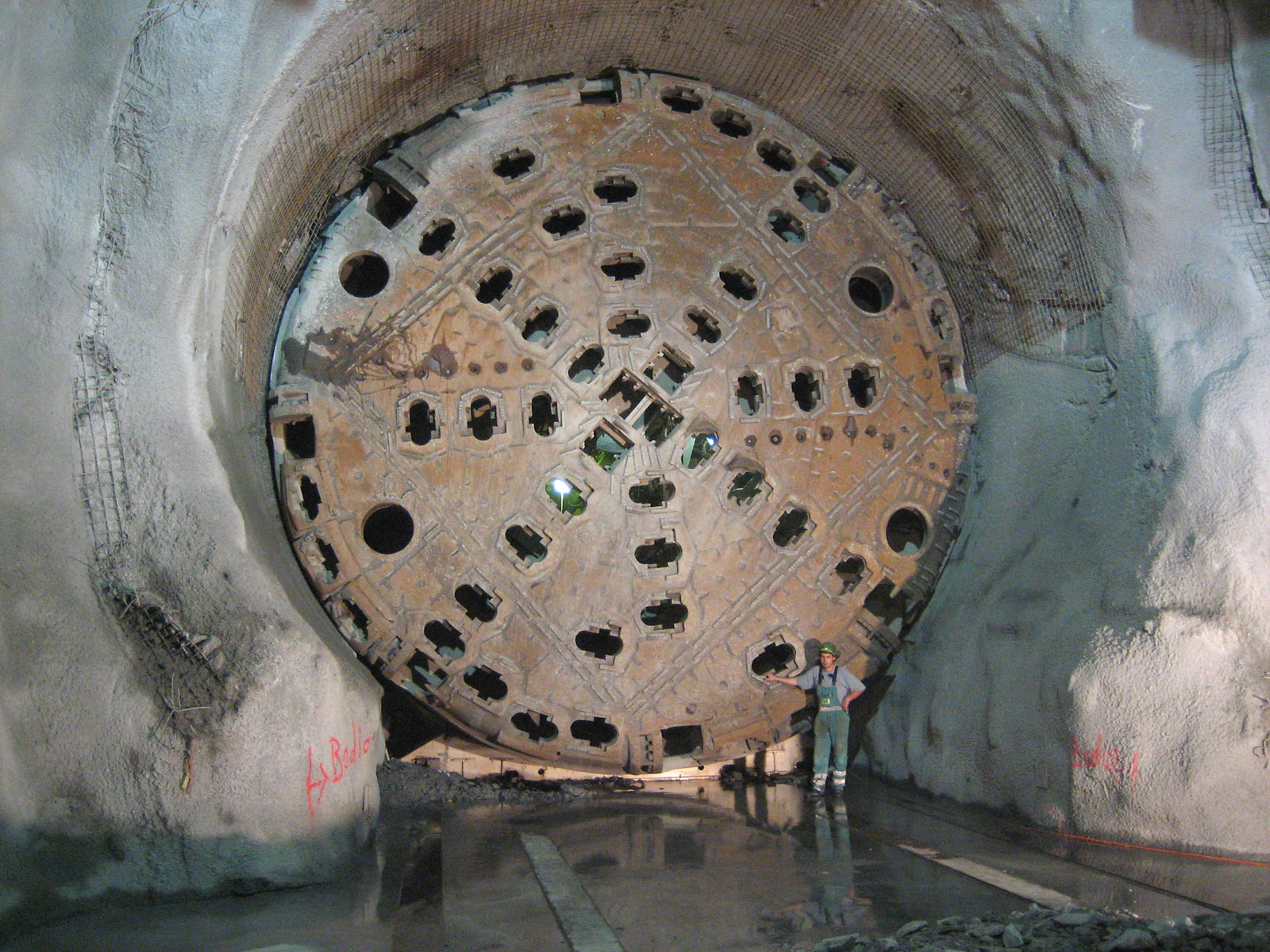
Mașina de foraj folosită pentru excavarea tunelului de bază Gotthard (Elveția), cel mai lung tunel feroviar din lume

Metodele de lucru folosite la construcția tunelurilor sunt împărțite în doua mari grupe:
- Metode de lucru speciale, care întrebuințează pentru excavarea tunelurilor instalații speciale ca scutul, semiscutul, chesonul, precum și procedee de consolidarea pământurilor prin silicatizare sau congelare. În această grupă intră și metoda tranșeelor

1. Metoda specială a scutului
2. Metoda chesonului-tunel
3. Metoda silicatizării pământurilor slabe
4. Metoda congelării pământurilor slabe
5. Metoda tranșeei complet sau parțial deschise
6. Tuneluri orășenești cu secțiune mică, circulară

- Metode de lucru miniere, care au comun lucrul minier de excavație, susținere și zidărie

1. Metoda sâmburelui central sau metoda germană
2. Metoda galeriei centrale sau metoda americană
3. Metoda de lucru a profilului complet deschis sau metoda austriacă
4. Metoda de lucru a bolții sprijinite sau metoda belgiană
5. Noua metodă austriacă

## Tipuri

Indicator rutier: tunel 3 km lung
(verde pentru autostrăzi)

Tunelurile pot fi clasificate în funcție de felul lor de utilizare. Ele pot fi folosite de vehicule feroviare, vehicule rutiere, ambarcațiuni, pietoni, conducte și linii electrice.
Tunelurile de trafic pot avea una, două sau mai multe căi sau benzi. Tunelurile pot fi operate în trafic cu două sensuri alternative. Pentru autostrăzi regula este aceasta: două tuburi paralele care au sensuri opuse de circulație, pot fi văzute ca un singur tunel.

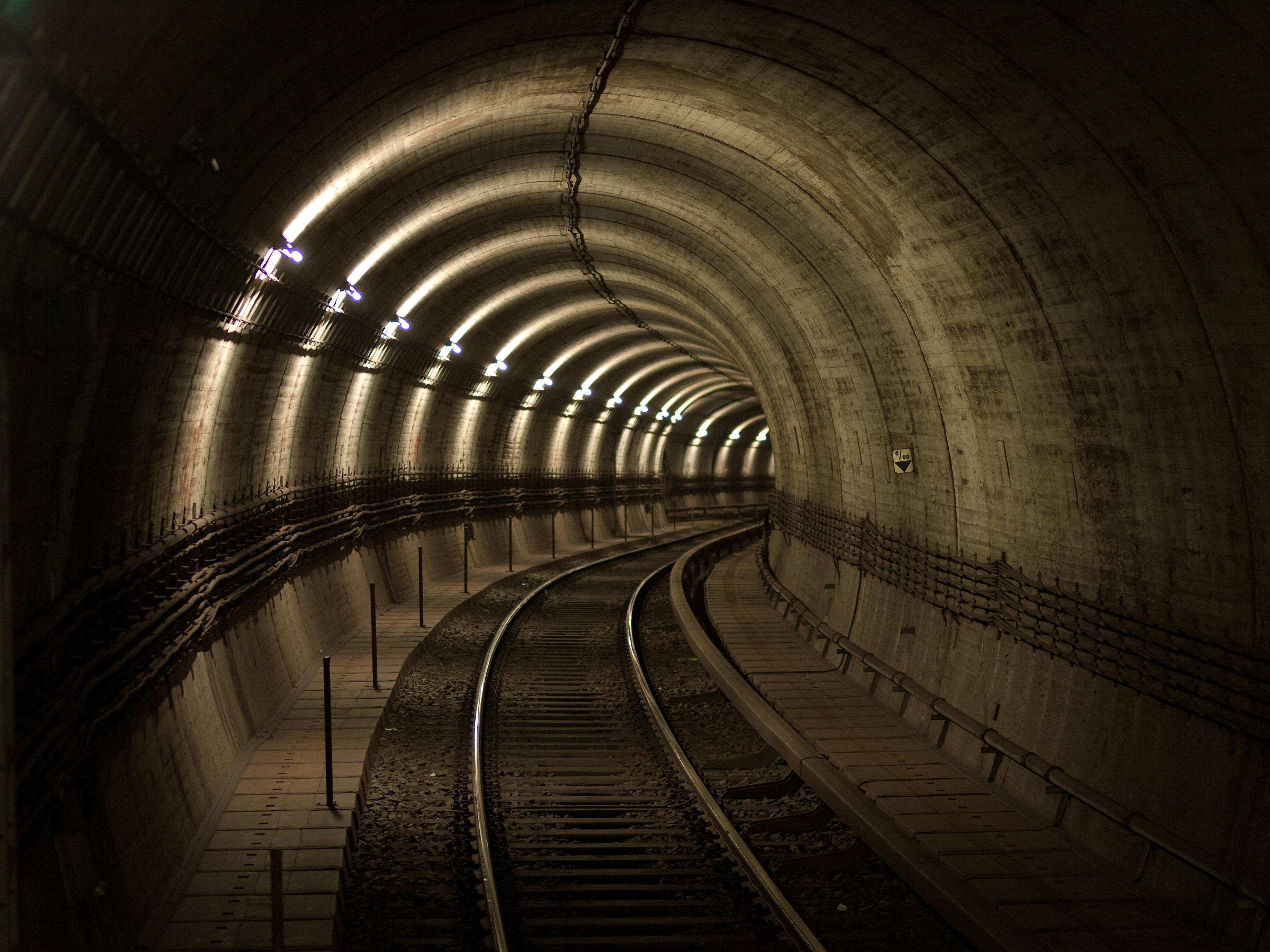
Tunel de metrou

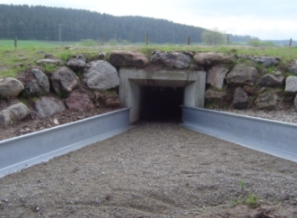
Tunel pentru amfibieni, sub o șosea în Furtwangen/Schwarzwald

### Tunel feroviar
Tunelurile feroviare servesc în primul rând la ocolirea obstacolelor topografice. Spre deosebire de vehiculele rutiere, căile ferate de aderență (aderență roată-șină) pot aborda doar pante mici și curbe cu raze mari, motiv pentru care deseori ruta nu poate fi trasată peste sau în jurul obstacolelor.
În cazul căilor ferate montane se construiesc tuneluri cu traseul în buclă sau în spirală (tuneluri spirale), când este necesară câștigarea unei diferente de nivel mare între cele doua portaluri. Tunelurile în spirală în condiții topografice extreme, sunt ca și căile ferate cu cremalieră des adoptate.
Tunelul lung de 300 m de pe noua linie Mattstetten–Rothrist, care protejează un depozit de brânzeturi de poluarea de către calea ferată din apropiere, este probabil un caz izolat.

### Tunel rutier
Deoarece vehiculele rutiere pot urca pante mai abrupte decât vehiculele feroviare, construcția de tuneluri rutiere la scară mai mare a început doar odată cu construcția de autostrăzi și alte drumuri rapide. Înainte de asta, tunelurile rutiere au fost găsite doar în munți și mai ales doar de lungime mică.
Recent, s-au construit tuneluri din motive de protecție a peisajului și a mediului. De exemplu, tunelul Jagdberg, care a intrat în funcțiune în 2014, a fost construit la vest de Jena, în Turingia, ca parte a Autostrăzii A4, pentru a proteja de traficul auto Valea Leutra, valoroasă din punct de vedere ecologic.
Pentru protejarea mediului, unele ecoducte văzute de pe carosabil sunt atât de lungi, încât sunt considerate tuneluri.

### Tunel pietonal

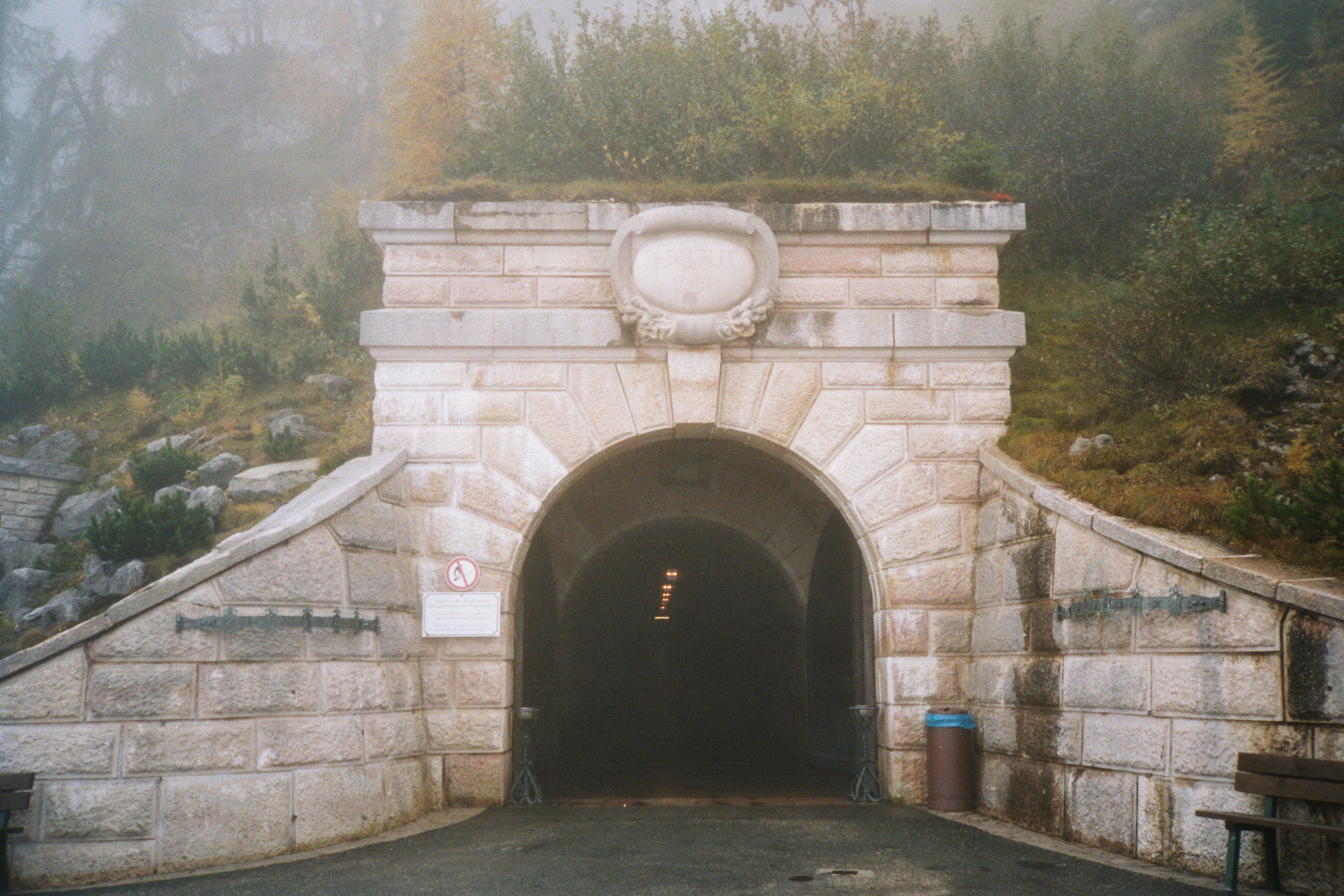
Intrarea în tunelul pietonal spre ascensorul spre Kehlsteinhaus (Obersalzberg, Germania)

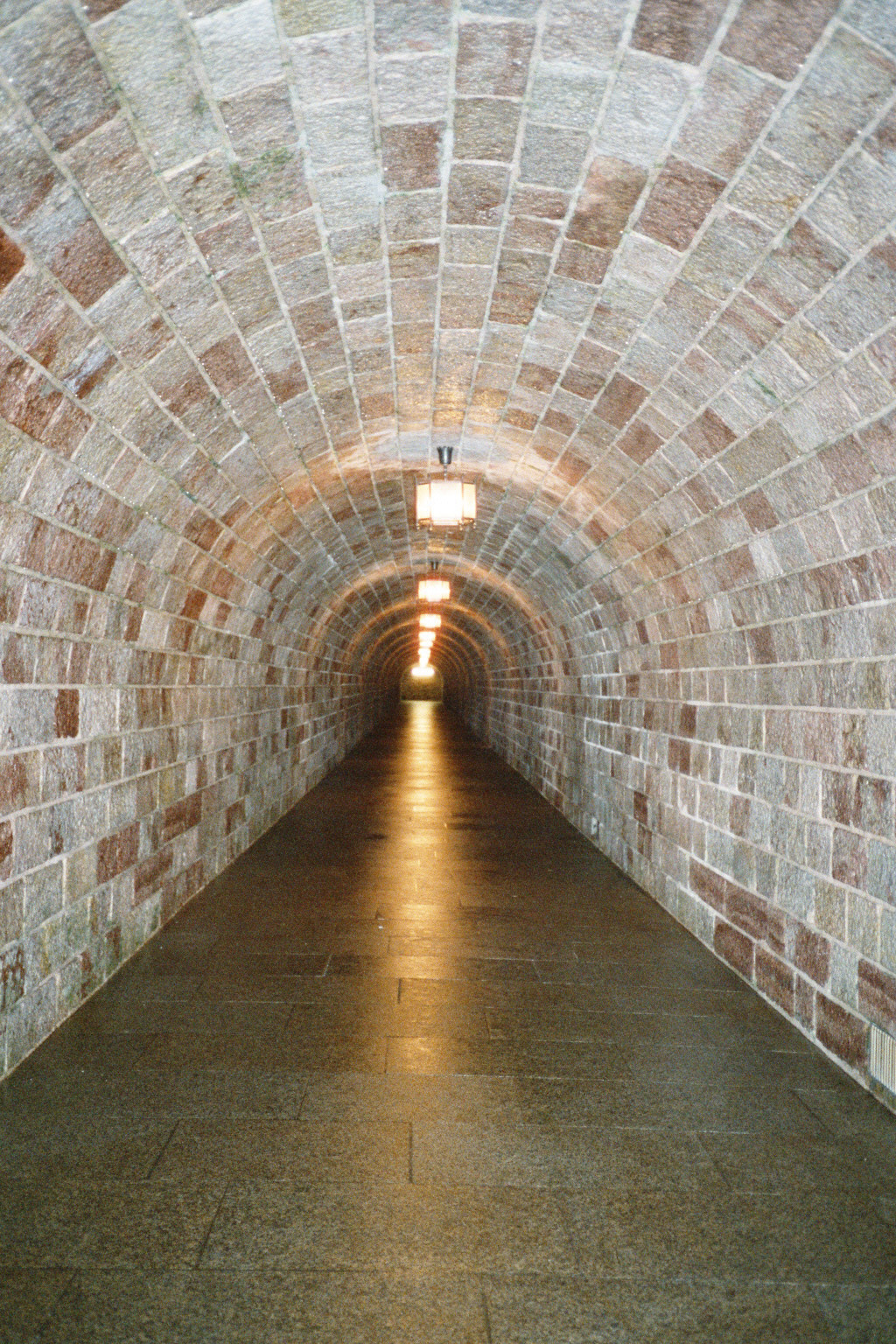
Tunelul pietonal spre ascensorul la Kehlsteinhaus (Obersalzberg, Germania)

Acest tip de tunel este folosit în principal în orașe. Tunelurile pietonale servesc adesea ca un substitut pentru pasajele pietonale peste străzi largi sau ca legătură între stațiile de metrou. De asemenea, tunelurile pentru pasageri sunt amenajate în special în gări.

### Tunel navigabil

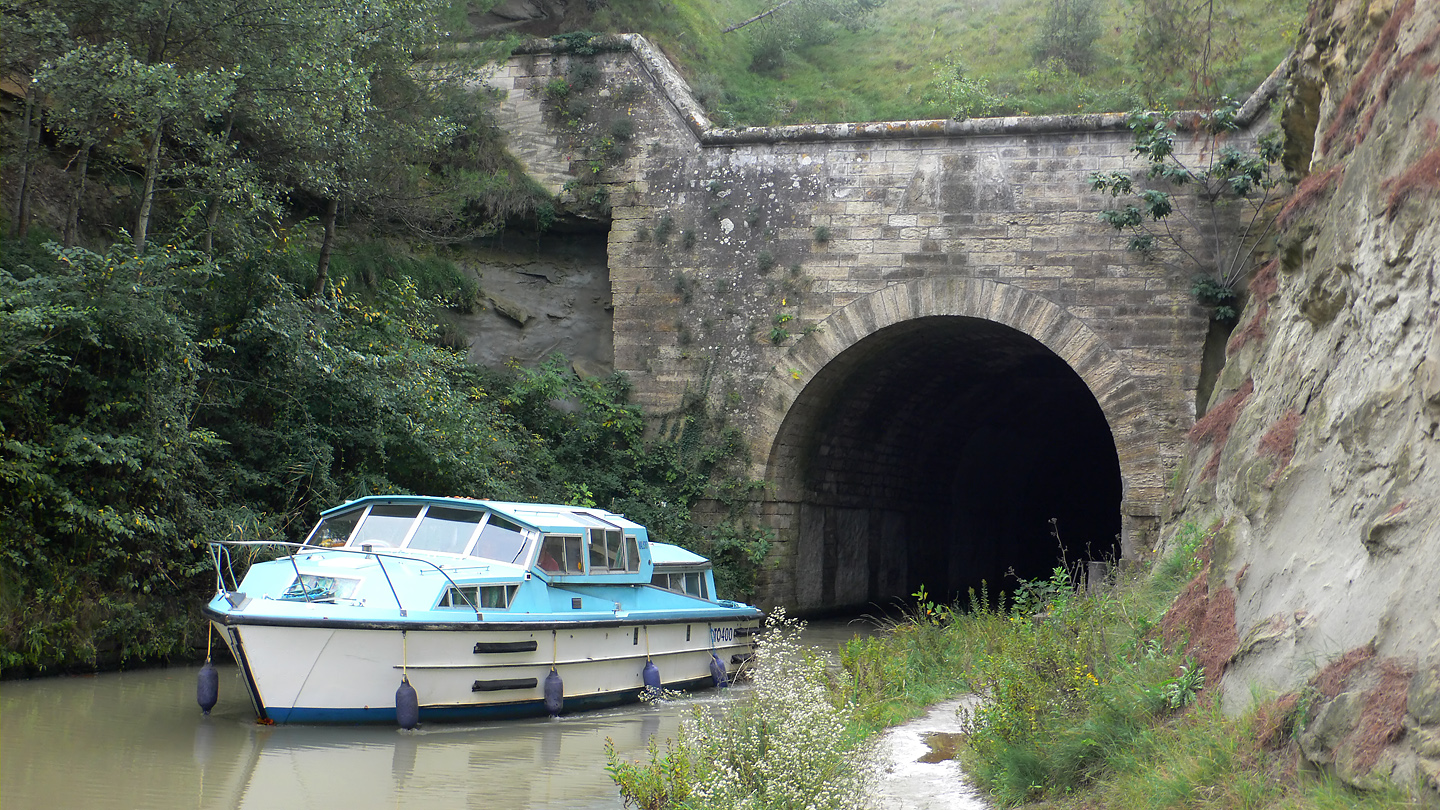
Tunelul Malpas de pe Canal du Midi

Tunelurile de canale (tunelurile pentru ambarcațiuni) sunt structuri cu care un canal navigabil este trecut pe sub cote peisajului, cum ar fi dealuri sau munți. La planificarea canalelor, cotele care nu pot fi traversate cu o tăietură în teren, sunt ocolite ori de câte ori este posibil cu o lungime mai mare la aceeași înălțime sau traversate cu șiruri de ecluze. Acolo unde ambele metode sunt excluse, sau acolo unde o astfel de soluție ar necesita o mișcare de masă de pământ prea mare, construcția unui tunel poate fi varianta optimă din punct de vedere economic.
Tunelurile canal sunt proiectate în mare parte pentru traficul cu o singură bandă. În fața ambelor portaluri sunt necesare spații de așteptare și dispozitive de semnalizare pentru dirijarea traficului. În unele tuneluri, calea navigabilă este însoțită de un acostament deasupra nivelului apei, care era folosit pentru patrule de control și remorcare a bărcilor. Primul tunel de canal a fost construit pe Canal du Midi în secolul al XVII-lea.

### Tunel subacvatic
Tunelurile subacvatice pot fi folosite pentru a se traversa pe sub cursurile de apă.
Acest fel de tuneluri poate fi la rândul lor categorisite în:
1. tuneluri pe fundul apelor
2. tuneluri pe sub fundul apelor

În prima categorie intră tunelurile realizate din elemente casetate plutitoare, lansate de la suprafață pe fundul apei. Primul tunel realizat în acest mod a fost executat în Detroit (SUA) în anul 1909, pentru cale ferata dublă și având o lungime de 807 m.

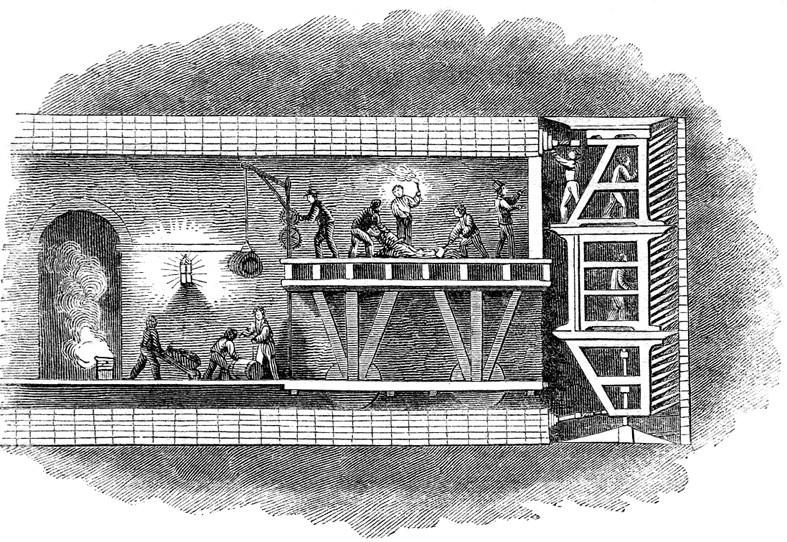
Construcția tunelului Tamisa conform unei grafici contemporane

În cadrul celei de-a doua categorii se poate aminti o primă încercare de traversare pe sub un curs de apă, care a fost făcută în Anglia în anul 1807, prin construcția unui tunel rutier pe sub Tamisa. După executarea a 130 m, lucrarea a fost abandonată datorită infiltrațiilor de apă, reluată în 1823, abandonată din nou și din nou reluată în 1836 de către Brunel, care a perfecționat împreună cu tatăl său un utilaj greu având o unealtă de perforare specială numită scut de tunelare, cu ajutorul careia lucrarea se termină în 1843.
În general, tunelurile subacvatice sunt mai scumpe decât podurile, dar pot acoperi distanțe mai mari de trecere. Adesea, podurile pot fi folosite doar într-o măsură limitată pe căile maritime, deoarece împiedică trecerea navelor.
Exemple de tuneluri construite în loc de poduri din motive de navigație:
- Vechiul tunel Elba (construit: 1907–1911, între St. Pauli și Steinwerder)
- Holland Tunnel (construit: 1920–1927, între New Jersey și Manhattan)
- Lincoln Tunnel (construit: 1934–1937, tubul mijlociu, între New Jersey și Manhattan, extins ulterior cu alte 2 tuburi)

Tunelurile subacvatice pot fi construite ca tuneluri imersate prin inundarea și scufundarea secțiunilor de tunel prefabricate; când ajung pe fundul apei, sunt conectate între ele, izolate și apoi pompată apa din ele.
Exemple de tuneluri astfel construite:
- 1961: Tunelul canal Rendsburg, Germania
- 1975: Noul tunel Elba Hamburg (primele trei tuburi, numerotate de la est) parte al autostrăzii A7

### Tunel în palier, tunel de creastă și tunel de bază
Tunelurile în palier pot avea o declivitate sau mai multe declivitati. O singură declivitate înseamnă că între două portaluri eistă o singură pantă.
 Tunelurile realizate cu pante opuse (spinare de magar) înseamnă că undeva în interiorul tunelului se află elevația cea mai mare, de unde pornesc pantele spre portaluri. Pe parcurs declivitatea poate avea diferite valori.
Tunelurile care trec prin munți pot fi clasificate ca tuneluri de creastă (numite și tuneluri de vârf) și tuneluri de bază.

#### Tunel de creastă
Tunelurile de vârf sunt structuri la care se poate ajunge prin rampe de acces care de obicei duc sub un pas de munte. Cel mai înalt punct al rutei de circulație, vârful trecătoarei, se află adesea în interiorul tunelului. Un astfel de exemlu este Tunelul Capra-Bâlea.
Tunelurile de vârf sau de creastă strapung muntele aproape de creasta și au lungimi mici in comparatie cu traseul de acces care este lung și sinuos, cu raze mici de curbură, declivitati mari si numeroase alte lucrări (poduri, podețe, ziduri de sprijin).

#### Tunel de bază
Tunelurile de bază sunt structuri de tunel care duc printr-un masiv muntos fără rampă, doar cu o ușoară pantă, dar aceste tuneluri sunt mult mai lungi și mai complex de construit decât tunelurile de vârf.
Exemple de tuneluri de bază în munții Alpi:
- Tunelul Mont Blanc – tunelul rutier lung de 11,6 km, deschis în 1965 ( Franța– Italia);
- Tunelul Tauern – tunelul rutier lung de 6,4 km, pe Tauern Autobahn A10 deschis în 1975 ( Austria);
- Tunelul rutier Arlberg – tunelul rutier lung de 13,9 km, pe Drumul rapid Arlberg S16 deschis în 1978 ( Austria);
- Tunelul de bază Gotthard – tunelul feroviar lung de 57 km, deschis la 1 iunie 2016 ( Elveția).